# Литература ужасов в России
Литература ужасов в России — литература ужасов на русском языке.

## XV—XVIII века
Первые литературные произведения, которые содержали элементы ужасного, появились на Руси ещё в XV веке. К их числу относится «Повесть о Дракуле», увидевшая свет в 1480-е годы. Как отмечал Я. С. Лурье, легенда о Дракуле-вампире проникла в Западную Европу не напрямую из Румынии, а через посредство русской «Повести о Дракуле». В русской литературе XVII века появляются уже откровенно мистические «Повесть о бесноватой жене Соломонии» и «Повесть о Савве Грудцыне». В 1794 году Н. М. Карамзин публикует повесть «Остров Борнгольм» — один из первых образцов готической литературы в России.

## XIX век

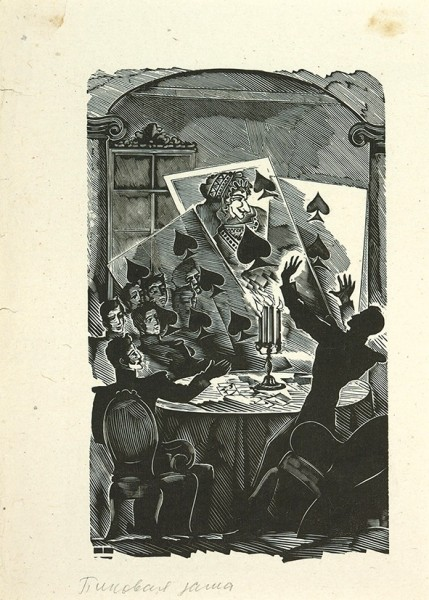
Иллюстрация (1937—1940) Кравченко А. И. к повести А. С. Пушкина «Пиковая дама»

Начало века было отмечено созданием русских адаптаций баллады Готфрида Бюргера «Ленора», в трёх вариантах: «Людмила» (В. А. Жуковский, 1808), «Светлана» (он же, 1812) и «Ольга» (П. А. Катенин, 1816). В тот же период (1814) Жуковский переводит «Балладу, в которой описывается, как одна старушка ехала на чёрном коне вдвоём и кто сидел впереди» Роберта Саути. Мистическая повесть «Лафертовская маковница» была написана А. Погорельским в 1825 году несомненно под влиянием Гофмана, хотя и получилась достаточно самобытной. В её основе лежали народные верования о связях людей с потусторонними силами, которые дают богатство и власть, но ведут к гибели человека. Однако к демонологическим верованиям автор относится иронически (впоследствии сходное отношение будет отмечаться у А. Пушкина и Н. Гоголя).

 — Батюшка! это бабушкин чёрный кот, — отвечала Маша, забывшись и указывая на гостя, который странным образом повертывал головою и умильно на неё поглядывал, почти совсем зажмурив глаза.
 — С ума ты сошла! — вскричал Онуфрич с досадою. — Какой кот? Это господин титулярный советник Аристарх Фалелеич Мурлыкин, который делает тебе честь и просит твоей руки.
А. Погорельский, «Лафертовская Маковница».

«Уединённый домик на Васильевском» был написан в соавторстве В. П. Титовым и А. С. Пушкиным и опубликован в 1829 году. Немаловажное значение в развитии жанра приобрёл сборник произведений Николая Васильевича Гоголя «Вечера на хуторе близ Диканьки», вышедший осенью 1831 года. Из произведений, входящих в книгу, наиболее полно отражает жанр ужасов произведение «Майская ночь, или Утопленница». В 1835 выходит вторая книга того же автора «Миргород», особую роль в котором для развития жанра играет повесть «Вий», которая не раз была экранизирована, в том числе легла в основу фильма итальянского кинорежиссёра Марио Бавы «Маска Сатаны». В том же году А. С. Пушкин издаёт сборник «Песни западных славян», содержащий в том числе поэмы мистического характера.  
Причудливый фантастизм таинственных повестей В. Ф. Одоевского и всем известный интерес автора к алхимии и сочинениям средневековых мистиков иногда заставляли забывать о весьма трезвом, реалистическом мышлении этого писателя с уникальными познаниями. Его духовидцы и призраки, характерные для романтической литературы, возникли и благодаря интересу Одоевского к гипнотизму и особого рода одержимости. Одни из малоизвестных его произведений такого плана — «Импровизатор», «Сильфида», «Орлахская крестьянка».
В 1827—1833 годах выходят «таинственные рассказы» О. Сомова («Приказ с того света», «Киевские ведьмы», «Кикимора»). В 1830-х годах выходит рассказ «Страшное гадание» А. Бестужева-Марлинского. Можно также вспомнить сборник «Вечера на Хопре» М. Загоскина.
В целом проза русского романтизма изобилует образцами «эстетики ужасного». Неплохое представление о ней можно получить по многочисленным антологиям ранней русской фантастики, издававшимся в 1980-е годы («Струна звенит в тумане» и др.). Такие произведения как «Пиковая дама» Пушкина, а также повести Гоголя «Страшная месть», «Портрет» (творчество Гоголя было значимым этапом на пути постепенного формирования жанра «ужасов») заложили основы и дали большой толчок развитию литературы ужасов в России.
В 1841 году выходит отдельной книгой повесть «Упырь» Алексея Константиновича Толстого. Повесть ввела в русскую литературу образ вампира (в Российской империи помещено действие вампирской новеллы Мериме «Локис»). Произведения А. К. Толстого «Семья вурдалака», «Амена» и «Встреча через триста лет» также носят элементы ужасного, однако изначально были написаны на французском языке и не издавались при его жизни. В России эти произведения впервые были выпущены в 1884 («Семья вурдалака») и 1913 («Встреча через триста лет»). Позднее появляются «Мертвое озеро» Некрасова и Станицкого, «таинственные повести» Тургенева, «Бобок» Достоевского, «Вальтер Эйзенберг» К. Аксакова, но в целом во второй половине XIX века сверхъестественное было ограничено преимущественно святочными рассказами, не всегда серьёзными.

## Серебряный век

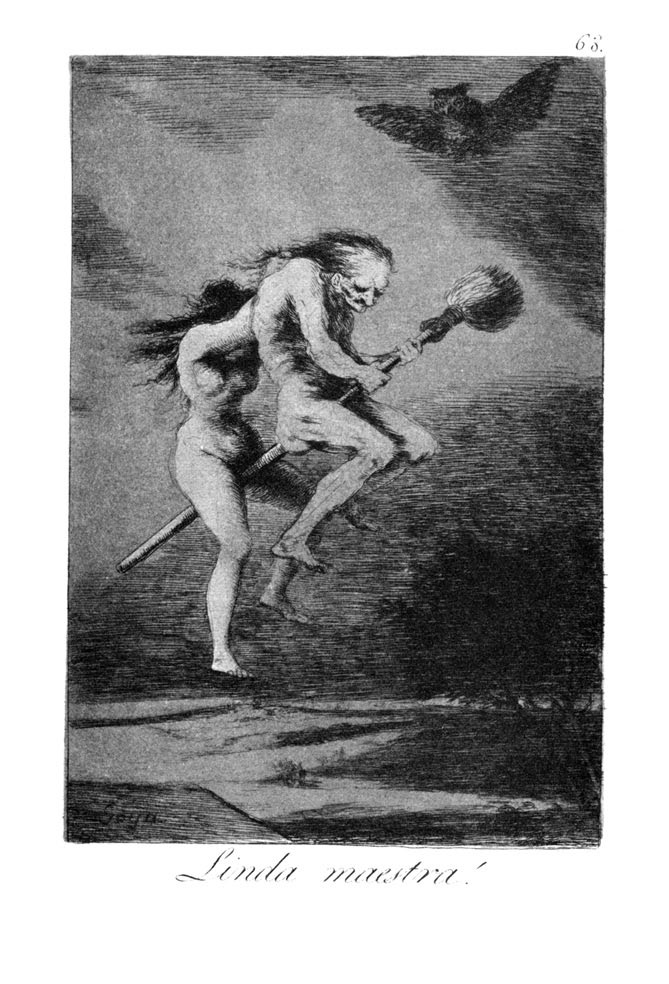
Linda Maestro — офорт Ф. Гойи из серии «Каприччос».

На рубеже XX века сверхъестественное возвращается в массовую беллетристику («Жар-цвет» Александра Амфитеатрова, повести Веры Желиховской — сестры Елены Блаватской, романы Веры Крыжановской-Рочестер). Русские символисты — Валерий Брюсов, Фёдор Сологуб, Андрей Белый, Леонид Андреев, А. М. Ремизов — восприняли пропущенную через Бодлера традицию Эдгара По. У Белого мотивы мистического хоррора звучат в романе «Петербург», у Ремизова — в рассказах «Чёртик» и «Жертва». Характерное произведение этого периода — «Стереоскоп» Александра Иванова. Ближе к революции начинается писательская деятельность Александра Грина и Сигизмунда Кржижановского, последний из которых не был свободен от влияния немецкого экспрессионизма. В 1901 году А. Куприн написал рассказ «Серебряный волк». В 1912 году был издан написанный Е. Н. Молчановой-Хомзе (под псевдонимом Барон Олшеври) готический роман «Вампиры. Из семейной хроники графов Дракула-Карди».

## Советская эпоха
Нормативная поэтика соцреализма исключила сверхъестественное из арсенала литературных средств, и начало периода активных нарушений запрета на их использование относится уже к 1960-м годам, когда идеологический канон начал размываться. Отдельные образцы «ужасного» встречаются в советской фантастике («Последняя дверь!» Михаила Емцева и Еремея Парнова, «Фирма „Прощай, оружие!“» Александра и Сергея Абрамовых). Особый случай — мистическая проза Абрама Терца и Юрия Мамлеева, которая до перестройки в СССР не печаталась.
В эмиграции А. Кондратьев написал роман «На берегах Ярыни» (1930), а А. Куприн — рассказ «Ночная фиалка» (1933).

## Современный период
После перестройки в России появились несколько книжных серий, посвящённых литературе ужасов: «Пропасть страха» и «Тёмный город» издательства АСТ, серия «Мистика» издательства Эксмо, «Метагалактика» (мистика и фантастика), а также «Библиотека остросюжетной мистики» и «Мастера остросюжетной мистики». Однако после кратковременного бума в начале 90-х популярность их резко пошла на спад. Попытки создать серии российской мистики («Армагеддон» от «ОЛМА-ПРЕСС», «Азбука-триллер» от «Азбуки», «Мистический детектив» от «Эксмо», «Ночной дозор» от «АСТ», «Гарфанг. Литература беспокойного присутствия» — оригинальные авторские переводы ранее не издававшихся на русском языке произведений иностранных авторов) попросту провалились. Большая часть того, что написано российскими авторами в «мистическом» жанре, издаётся под маркой детектива или фантастики. Из отдельных произведений к жанру имеют отношение «Гулы» Сергея Кириенко, сборники «Сибирская жуть», сочетающие художественные и документальные начала (но серия имеет лишь некоторые элементы жанра). Определённое отношение к жанру имеют некоторые произведения Алексея Атеева, Юрия Мамлеева, Владимира Сорокина и Виктора Пелевина. Больше всего известны «Дозоры» Сергея Лукьяненко. Популярны также сериалы Василия Головачёва, особенно «Запрещённая реальность». Немногие писатели, которые специализируются на «ужастиках» — Алексей Атеев, Андрей Дашков, Максим Маскаль, Валерий Роньшин, Синявская Светлана (Синявская Лана), Виктор Точинов, а также Иван Карасев. Своеобразный российский автор в этом жанре Анна Старобинец.
В начале 2000-х годов популярность русскоязычного хоррора снова начинает возрастать. В связи с этим было образовано литературное общество «Тьма», объединившее молодых и уже известных авторов русскоязычного хоррора.
Начиная с 2010-х годов века популярность русскоязычного хоррора постепенно увеличивается[уточнить].
В 2012 году «Эксмо» выпускает серию «НЕРВ. Современный роман ужасов», в которой выходит три книги Алексея Шолохова (одного из авторов, пишущих под псевдонимом Александр Варго).
Электронный журнал Darker, посвящённый хоррору, в 2014-м году получает престижную премию Еврокона, как лучший фензин Европы. В это же время выходит целый ряд антологий, посвящённых непосредственно хоррору. Среди них наиболее популярные: «Самая страшная книга-2014» (премия журнала «Мир Фантастики» за лучшую антологию в жанре хоррора/мистики), «Самая страшная книга-2015» — обе под редакцией создателя сообщества «Тьма» и журнала Darker Михаила Парфёнова, серия «Тёмная сторона», составителем которой выступила популярный автор хоррора Мария Артемьева. Проект «Александр Варго» был расширен и часть книг стала выходить под заголовком «Апостолы Тьмы», где отметились молодые авторы «новой волны хоррора».
С конца 2015 года начинается выпуск первого в России печатного издания «RedRum», в редакции которого хоррор-авторы Мария Артемьева и Алексей Шолохов[значимость факта?].
D 2017-м году редакция Русского литературного центра представила первый номер антологии «Русская история ужасов», которая стала ежегодной. Однако в 2020-м году, серия была прекращена. 
Весной 2018 года, издательство «Эксмо» тоже запустило серию, но уже романов ужасов под названием «Русский хоррор». В ней вышли четыре книги: «Театр мистера Фэйса»  Андрея Ангелова, «Попрыгунчики на Рублёвке» Глеба Соколова, «Пастырь мертвецов» Антона Вильгоцкого и «Вверх по спирали» Светланы Даниловой. После чего серия была закрыта.
В начале 2023 года, редакция Русского литературного центра объявила о решении возобновить серию изданий «Русская история ужасов» под маркой своего импринта «Современный писатель». Первая книга возобновленной серии была представлена осенью того же года. В 2024-м году проект получил продолжение, что стало ясно, когда буквально через полгода издательство представило уже второе издание серии. В 2025 году данная работа была продолжена, книги получили международную премьеру на Минской Международной книжной выставке-ярмарке
В начале 2024 года, издательство «Эксмо» представило новую серию сборников ужасов под названием: «Вселенные ужасов Влада Райбера». На данный момент вышли четыре книги автора Влада Райбера: «Плюшевая голова», «Летний лагерь», «Плачущий монстр», «Потусторонний город». Суммарный тираж более 50 тысяч экземпляров.[значимость факта?]
Также, в 2024 году издательство «Полынь» стало представлять книги в жанре ужасов..